# Copa del Món de Futbol sub-20 de 2009
El Campionat Mundial Sub-20 de la FIFA Egipte 2009 fou la XVII edició del Campionat del Món de Futbol sub-20. Es jugà entre el mes de setembre i octubre del 2009.
Com a fets destacats hi hagué les primeres participacions a nivell internacional de les seleccions de Veneçuela i de Tahití. A més fou notícia l'absència de l'últim campió del món: Argentina, país que a més té la major quantitat de copes guanyades en aquesta categoria amb sis títols.

## Seus
| Ciutat     | Estadi                                 | Capacitat |
| ---------- | -------------------------------------- | --------- |
| El Caire   | Estadi Internacional                   | 74.100    |
|            | Estadi de l'Acadèmia Militar del Caire | 65.000    |
| Alexandria | Estadi Borg El Arab                    | 80.000    |
|            | Estadi Harras El-Hedoud                | 22.000    |
| Port Saïd  | Estadi de Port Saïd                    | 17.988    |
| Ismaïlia   | Estadi d'Ismaïlia                      | 18.525    |

## Classificació
En total són 24 equips de les 6 confederacions afiliades a la FIFA les que jugaren el Mundial Sub-20 de 2009.
| Classificatories | Classificatories | Classificatories | Classificatories | Classificatories | Classificatories |
| ---------------- | ---------------- | ---------------- | ---------------- | ---------------- | ---------------- |
| CAF              | AFC              | UEFA             | CONCACAF         | OFC              | CONMEBOL         |

| Equips participants | Equips participants | Equips participants | Equips participants |
| ------------------- | ------------------- | ------------------- | ------------------- |
| Alemanya            | Egipte              | Hongria             | Sud-àfrica          |
| Austràlia           | Emirats Àrabs Units | Anglaterra          | Tahití              |
| Brasil              | Espanya             | Itàlia              | Trinitat i Tobago   |
| Camerun             | Estats Units        | Nigèria             | Uruguai             |
| Corea del Sud       | Ghana               | Paraguai            | Uzbekistan          |
| Costa Rica          | Hondures            | República Txeca     | Veneçuela           |

## Àrbitres
| - Mohamed Benouza - Héctor Baldassi - Thomas Einwaller - Frank de Bleeckere - Coffi Codjia - Óscar Ruiz - Ivan Bebek - Joel Aguilar - Alberto Undiano Mallenco | - Roberto Rosetti - Yuichi Nishimura - Subkhiddin Mohd Salleh - Koman Coulibaly - Marco Rodríguez - Peter O'Leary - Olegario Bequerença - Eddy Maillet - Jorge Larrionda |

## Fase de Grups

### Grup A
| Equip             | PJ | PG | PE | PP | GF | GC | Dif | Pts |
| ----------------- | -- | -- | -- | -- | -- | -- | --- | --- |
| Egipte            | 3  | 2  | 0  | 1  | 9  | 5  | +4  | 6   |
| Paraguai          | 3  | 1  | 2  | 0  | 2  | 1  | +1  | 5   |
| Itàlia            | 3  | 1  | 1  | 1  | 4  | 5  | -1  | 4   |
| Trinitat i Tobago | 3  | 0  | 1  | 2  | 2  | 6  | -4  | 1   |

| 24 de setembre de 2009 | Egipte            | 4:1 (1:1) | Trinitat i Tobago |
| 25 de setembre de 2009 | Paraguai          | 0:0       | Itàlia            |
| 28 de setembre de 2009 | Itàlia            | 2:1 (1:0) | Trinitat i Tobago |
| 25 de setembre de 2009 | Egipte            | 1:2 (1:1) | Paraguai          |
| 1 d'octubre de 2009    | Trinitat i Tobago | 0:0       | Paraguai          |
| 1 d'octubre de 2009    | Itàlia            | 2:4 (1:2) | Egipte            |

### Grup B
| Equip     | PJ | PG | PE | PP | GF | GC | Dif | Pts |
| --------- | -- | -- | -- | -- | -- | -- | --- | --- |
| Espanya   | 3  | 3  | 0  | 0  | 13 | 0  | +13 | 9   |
| Veneçuela | 3  | 2  | 0  | 1  | 9  | 3  | +6  | 6   |
| Nigèria   | 3  | 1  | 0  | 2  | 5  | 3  | +2  | 3   |
| Tahití    | 3  | 0  | 0  | 3  | 0  | 21 | -21 | 0   |

| 25 de setembre de 2009 | Nigèria   | 0:1 (0:1) | Veneçuela |
| 25 de setembre de 2009 | Espanya   | 8:0 (4:0) | Tahití    |
| 28 de setembre de 2009 | Nigèria   | 0:2 (0:1) | Espanya   |
| 25 de setembre de 2009 | Tahití    | 0:8 (0:3) | Veneçuela |
| 1 d'octubre de 2009    | Veneçuela | 0:3 (0:2) | Espanya   |
| 1 d'octubre de 2009    | Tahití    | 0:5 (0:4) | Nigèria   |

### Grup C
| Equip         | PJ | PG | PE | PP | GF | GC | Dif | Pts |
| ------------- | -- | -- | -- | -- | -- | -- | --- | --- |
| Alemanya      | 3  | 2  | 1  | 0  | 7  | 1  | +6  | 7   |
| Corea del Sud | 3  | 1  | 1  | 1  | 4  | 3  | +1  | 4   |
| Estats Units  | 3  | 1  | 0  | 2  | 4  | 7  | -3  | 3   |
| Camerun       | 3  | 1  | 0  | 2  | 3  | 7  | -4  | 3   |

| 26 de setembre de 2009 | Estats Units  | 0:3 (0:2) | Alemanya      |
| 26 de setembre de 2009 | Camerun       | 2:0 (1:0) | Corea del Sud |
| 29 de setembre de 2009 | Corea del Sud | 1:1 (0:1) | Alemanya      |
| 29 de setembre de 2009 | Estats Units  | 4:1 (1:0) | Camerun       |
| 2 d'octubre de 2009    | Alemanya      | 3:0 (2:0) | Camerun       |
| 2 d'octubre de 2009    | Corea del Sud | 3:0 (1:0) | Estats Units  |

### Grup D
| Equip      | PJ | PG | PE | PP | GF | GC | Dif | Pts |
| ---------- | -- | -- | -- | -- | -- | -- | --- | --- |
| Ghana      | 3  | 2  | 1  | 0  | 8  | 3  | +5  | 7   |
| Uruguai    | 3  | 2  | 1  | 0  | 6  | 2  | +4  | 7   |
| Uzbekistan | 3  | 0  | 1  | 2  | 2  | 6  | -4  | 1   |
| Anglaterra | 3  | 0  | 1  | 2  | 1  | 6  | -5  | 1   |

| 26 de setembre de 2009 | Ghana      | 2:1 (0:0) | Uzbekistan |
| 26 de setembre de 2009 | Anglaterra | 0:1 (0:0) | Uruguai    |
| 29 de setembre de 2009 | Uruguai    | 3:0 (1:0) | Uzbekistan |
| 29 de setembre de 2009 | Ghana      | 4:0 (1:0) | Anglaterra |
| 2 d'octubre de 2009    | Uruguai    | 2:2 (0:0) | Ghana      |
| 2 d'octubre de 2009    | Uzbekistan | 1:1 (0:0) | Anglaterra |

### Grup E
| Equip           | PJ | PG | PE | PP | GF | GC | Dif | Pts |
| --------------- | -- | -- | -- | -- | -- | -- | --- | --- |
| Brasil          | 3  | 2  | 1  | 0  | 8  | 1  | +7  | 7   |
| República Txeca | 3  | 2  | 1  | 0  | 5  | 3  | +2  | 7   |
| Costa Rica      | 3  | 1  | 0  | 2  | 5  | 8  | -3  | 3   |
| Austràlia       | 3  | 0  | 0  | 3  | 2  | 8  | -6  | 0   |

| 27 de setembre de 2009 | Brasil          | 5:0 (3:0) | Costa Rica      |
| 27 de setembre de 2009 | República Txeca | 2:1 (0:0) | Austràlia       |
| 30 de setembre de 2009 | Austràlia       | 0:3 (0:1) | Costa Rica      |
| 30 de setembre de 2009 | Brasil          | 0:0       | República Txeca |
| 3 d'octubre de 2009    | Costa Rica      | 2:3 (0:1) | República Txeca |
| 3 d'octubre de 2009    | Austràlia       | 1:3 (1:1) | Brasil          |

### Grup F
| Equip               | PJ | PG | PE | PP | GF | GC | Dif | Pts |
| ------------------- | -- | -- | -- | -- | -- | -- | --- | --- |
| Hongria             | 3  | 2  | 0  | 1  | 6  | 3  | +3  | 6   |
| Emirats Àrabs Units | 3  | 1  | 1  | 1  | 3  | 4  | -1  | 4   |
| Sud-àfrica          | 3  | 1  | 1  | 1  | 4  | 6  | -2  | 4   |
| Hondures            | 3  | 1  | 0  | 2  | 3  | 3  | 0   | 3   |

| 27 de setembre de 2009 | Emirats Àrabs Units | 2:2 (0:0) | Sud-àfrica          |
| 27 de setembre de 2009 | Hondures            | 3:0 (1:0) | Hongria             |
| 30 de setembre de 2009 | Hongria             | 4:0 (0:0) | Sud-àfrica          |
| 30 de setembre de 2009 | Emirats Àrabs Units | 1:0 (1:0) | Hondures            |
| 3 d'octubre de 2009    | Hongria             | 2:0 (2:0) | Emirats Àrabs Units |
| 3 d'octubre de 2009    | Sud-àfrica          | 2:0 (1:0) | Hondures            |

#### Els millors tercers de grup
| Grup | Selecció     | Pts | J | G | E | P | GF | GC | DG |
| ---- | ------------ | --- | - | - | - | - | -- | -- | -- |
| A    | Itàlia       | 4   | 3 | 1 | 1 | 1 | 4  | 5  | −1 |
| F    | Sud-àfrica   | 4   | 3 | 1 | 1 | 1 | 4  | 6  | −2 |
| B    | Nigèria      | 3   | 3 | 1 | 0 | 2 | 5  | 3  | +2 |
| E    | Costa Rica   | 3   | 3 | 1 | 0 | 2 | 5  | 8  | −3 |
| C    | Estats Units | 3   | 3 | 1 | 0 | 2 | 4  | 7  | −3 |
| D    | Uzbekistan   | 1   | 3 | 0 | 1 | 2 | 1  | 5  | −4 |

### Eliminatòries
|  | Vuitens de final             | Vuitens de final             |                              |       | Quarts de final | Quarts de final |                         |                         | Semifinals | Semifinals |  |  | Final | Final |
|  |                              |                              |                              |       |                 |                 |                         |                         |            |            |  |  |       |       |
|  | 5 d'octubre - el Caire       |                              |                              |       |                 |                 |                         |                         |            |            |  |  |       |       |
|  |                              |                              |                              |       |                 |                 |                         |                         |            |            |  |  |       |       |
|  | Paraguai                     | 0                            |                              |       |                 |                 |                         |                         |            |            |  |  |       |       |
|  | Paraguai                     | 0                            | 9 d'octubre - ciutat de Suez |       |                 |                 |                         |                         |            |            |  |  |       |       |
|  | Corea del Sud                | 3                            |                              |       |                 |                 |                         |                         |            |            |  |  |       |       |
|  | Corea del Sud                | 3                            | Corea del Sud                | 2     |                 |                 |                         |                         |            |            |  |  |       |       |
|  | 6 d'octubre - Ismaïlia       |                              | Corea del Sud                | 2     |                 |                 |                         |                         |            |            |  |  |       |       |
|  |                              | Ghana                        | 3                            |       |                 |                 |                         |                         |            |            |  |  |       |       |
|  | Ghana (pro.)                 | Ghana                        | 3                            | 2     |                 |                 |                         |                         |            |            |  |  |       |       |
|  | Ghana (pro.)                 |                              | 13 d'octubre - el Caire      | 2     |                 |                 |                         |                         |            |            |  |  |       |       |
|  | Sud-àfrica                   | 1                            |                              |       |                 |                 |                         |                         |            |            |  |  |       |       |
|  | Sud-àfrica                   | 1                            | Ghana                        | 3     |                 |                 |                         |                         |            |            |  |  |       |       |
|  | 5 d'octubre - Cairo          |                              | Ghana                        | 3     |                 |                 |                         |                         |            |            |  |  |       |       |
|  |                              | Hongria                      | 2                            |       |                 |                 |                         |                         |            |            |  |  |       |       |
|  | Espanya                      | Hongria                      | 2                            | 1     |                 |                 |                         |                         |            |            |  |  |       |       |
|  | Espanya                      | 9 d'octubre - ciutat de Suez |                              | 1     |                 |                 |                         |                         |            |            |  |  |       |       |
|  | Itàlia                       | 3                            |                              |       |                 |                 |                         |                         |            |            |  |  |       |       |
|  | Itàlia                       | 3                            | Itàlia                       | 2     |                 |                 |                         |                         |            |            |  |  |       |       |
|  | 6 d'octubre - Alexandria     |                              | Itàlia                       | 2     |                 |                 |                         |                         |            |            |  |  |       |       |
|  |                              | Hongria (pro.)               | 3                            |       |                 |                 |                         |                         |            |            |  |  |       |       |
|  | Hongria (pen.)               | Hongria (pro.)               | 3                            | 2 (4) |                 |                 |                         |                         |            |            |  |  |       |       |
|  | Hongria (pen.)               |                              | 16 d'octubre - el Caire      | 2 (4) |                 |                 |                         |                         |            |            |  |  |       |       |
|  | República Txeca              | 2 (3)                        |                              |       |                 |                 |                         |                         |            |            |  |  |       |       |
|  | República Txeca              | 2 (3)                        | Ghana (pen.)                 | 0 (4) |                 |                 |                         |                         |            |            |  |  |       |       |
|  | 6 d'octubre - el Caire       |                              | Ghana (pen.)                 | 0 (4) |                 |                 |                         |                         |            |            |  |  |       |       |
|  |                              | Brasil                       | 0 (3)                        |       |                 |                 |                         |                         |            |            |  |  |       |       |
|  | Egipte                       | Brasil                       | 0 (3)                        | 0     |                 |                 |                         |                         |            |            |  |  |       |       |
|  | Egipte                       | 10 d'octubre - el Caire      |                              | 0     |                 |                 |                         |                         |            |            |  |  |       |       |
|  | Costa Rica                   | 2                            |                              |       |                 |                 |                         |                         |            |            |  |  |       |       |
|  | Costa Rica                   | 2                            | Costa Rica (pro.)            | 2     |                 |                 |                         |                         |            |            |  |  |       |       |
|  | 7 d'octubre - ciutat de Suez |                              | Costa Rica (pro.)            | 2     |                 |                 |                         |                         |            |            |  |  |       |       |
|  |                              | Emirats Àrabs Units          | 1                            |       |                 |                 |                         |                         |            |            |  |  |       |       |
|  | Veneçuela                    | Emirats Àrabs Units          | 1                            | 1     |                 |                 |                         |                         |            |            |  |  |       |       |
|  | Veneçuela                    |                              | 13 d'octubre - el Caire      | 1     |                 |                 |                         |                         |            |            |  |  |       |       |
|  | Emirats Àrabs Units          | 2                            |                              |       |                 |                 |                         |                         |            |            |  |  |       |       |
|  | Emirats Àrabs Units          | 2                            | Costa Rica                   | 0     |                 |                 |                         |                         |            |            |  |  |       |       |
|  | 7 d'octubre - Porto Said     |                              | Costa Rica                   | 0     |                 |                 |                         |                         |            |            |  |  |       |       |
|  |                              | Brasil                       | 1                            |       | Tercer lloc     | Tercer lloc     |                         |                         |            |            |  |  |       |       |
|  | Brasil                       | Brasil                       | 1                            | 3     | Tercer lloc     | Tercer lloc     |                         |                         |            |            |  |  |       |       |
|  | Brasil                       | 10 d'octubre - el Caire      | 10 d'octubre - el Caire      | 3     |                 |                 | 16 d'octubre - el Caire | 16 d'octubre - el Caire |            |            |  |  |       |       |
|  | Uruguai                      | 10 d'octubre - el Caire      | 10 d'octubre - el Caire      | 1     |                 |                 | 16 d'octubre - el Caire | 16 d'octubre - el Caire |            |            |  |  |       |       |
|  | Uruguai                      | Brasil (pro.)                | 2                            | 1     | Hongria (pen.)  | 1 (2)           |                         |                         |            |            |  |  |       |       |
|  | 7 d'octubre - ciutat de Suez | Brasil (pro.)                | 2                            |       | Hongria (pen.)  | 1 (2)           |                         |                         |            |            |  |  |       |       |
|  |                              | Alemanya                     | 1                            |       | Costa Rica      | 1 (0)           |                         |                         |            |            |  |  |       |       |
|  | Alemanya                     | Alemanya                     | 1                            | 3     | Costa Rica      | 1 (0)           |                         |                         |            |            |  |  |       |       |
|  | Alemanya                     |                              |                              | 3     |                 |                 |                         |                         |            |            |  |  |       |       |
|  | Nigèria                      | 2                            |                              |       |                 |                 |                         |                         |            |            |  |  |       |       |
|  | Nigèria                      | 2                            |                              |       |                 |                 |                         |                         |            |            |  |  |       |       |

#### Vuitens de final
| Paraguai | 0-3    | Corea del Sud                   |
| -------- | ------ | ------------------------------- |
|          | Report | Bo Kyung 55' · Min Woo 60', 70' |

| Espanya          | 1-3    | Itàlia                              |
| ---------------- | ------ | ----------------------------------- |
| Aarón 66' (pen.) | Report | Mustacchio 54', 87' · Mazzarani 61' |

| Ghana                         | 2-1    | Sud-àfrica  |
| ----------------------------- | ------ | ----------- |
| Ayew 66' · Adiyiah 99' (t.e.) | Report | Erasmus 58' |

| Egipte | 0-2    | Costa Rica           |
| ------ | ------ | -------------------- |
|        | Report | Mena 21' · Ureña 90' |

| Hongria                                                                                      | 2-2 | República Txeca                                                                                                  |  |
| -------------------------------------------------------------------------------------------- | --- | --- |  |
| Kiss 15' · Koman 99'                                                                         | Report \| \| \| Penals \| \| \| Présinger · Koman · Szabó goalkeeper saved' · Gosztonyi · Németh goalkeeper saved' · Balajti \| 4 – 3 \| goalkeeper saved' Mareček · Rabušic · Čelůstka · Vošahlík · goalkeeper saved' Morávek · goalkeeper saved' Řezník \| \| | Vošahlík 26' · Rabušic 92'                                                                                       |  |
|                                                                                              | | Penals |  |
| Présinger · Koman · Szabó goalkeeper saved' · Gosztonyi · Németh goalkeeper saved' · Balajti | 4 – 3 | goalkeeper saved' Mareček · Rabušic · Čelůstka · Vošahlík · goalkeeper saved' Morávek · goalkeeper saved' Řezník |  |

| Brasil                         | 3-1    | Uruguai           |
| ------------------------------ | ------ | ----------------- |
| Kardec 22' · Teixeira 24', 31' | Report | Urretaviscaya 36' |

| Veneçuela  | 1-2    | Emirats Àrabs Units    |
| ---------- | ------ | ---------------------- |
| Rondón 12' | Report | Ahmed 22' · Kahlil 83' |

| Alemanya                          | 3-2    | Nigèria                   |
| --------------------------------- | ------ | ------------------------- |
| Kopplin 52', 90 +3' · Vrancic 75' | Report | Uchechi 51' · Ibrahim 68' |

#### Quarts de final
| Corea del Sud                         | 2-3    | Ghana                      |
| ------------------------------------- | ------ | -------------------------- |
| Park Hee Seong 31' · Kim Dong Sub 82' | Report | Adiyiah 8', 78' · Osei 28' |

| Itàlia                                 | 2-3    | Hongria                                          |
| -------------------------------------- | ------ | ------------------------------------------------ |
| Mazzotta 82' · Bonaventura 113' (t.e.) | Report | Koman 2' (pen.) · Németh 112' (t.e.) 117' (t.e.) |

| Alemanya   | 1-2    | Brasil                 |
| ---------- | ------ | ---------------------- |
| Holtby 73' | Report | Maicon 88', 91' (t.e.) |

| Emirats Àrabs Units | 1-2    | Costa Rica                         |
| ------------------- | ------ | ---------------------------------- |
| Ali 33'             | Report | Martínez 37' · Ureña 120+2' (t.e.) |

#### Semi-finals
| Ghana                          | 3-2    | Hongria                  |
| ------------------------------ | ------ | ------------------------ |
| Adiyiah 10', 31' · Quansah 81' | Report | Futacs 73' · Balajti 84' |

| Brasil          | 1-0    | Costa Rica |
| --------------- | ------ | ---------- |
| Alan Kardec 67' | Report |            |

#### Partit pel 3r lloc
| Hongria          | 1-1    | Costa Rica |
| ---------------- | ------ | ---------- |
| Koman 90+1. pen' | Report | Ureña 81'  |

#### Final
| Ghana | 0-0    | Brasil |
| ----- | ------ | ------ |
|       | Report |        |

## Golejadors
| Jugador             | Selecció      | Gols |
| ------------------- | ------------- | ---- |
| Dominic Adiyiah     | Ghana         | 8    |
| Vladimir Koman      | Hongria       | 5    |
| Aarón Ñíguez        | Espanya       | 4    |
| Yonathan del Valle  | Veneçuela     | 4    |
| José Salomón Rondón | Veneçuela     | 4    |
| Ransford Osei       | Ghana         | 4    |
| Alan Kardec         | Brasil        | 4    |
| Fran Mérida         | Espanya       | 3    |
| Kermit Erasmus      | Sud-àfrica    | 3    |
| Alex Texeira        | Brasil        | 3    |
| Kim Min Woo         | Corea del Sud | 3    |
| Krisztián Németh    | Hongria       | 3    |
| Marcos Ureña        | Costa Rica    | 3    |

## Resultat
| Guanyadors del Campionat del Món de Futbol sub-20 2009 · Ghana · 1r Títol |

## Premis
| Pilota d'or     | Pilota de plata | Pilota de bronze |
| --------------- | --------------- | ---------------- |
| Dominic Adiyiah | Vladimir Koman  | Aarón Ñíguez     |
| Bota d'or       | Bota de plata   | Bota de bronze   |
| Dominic Adiyiah | Alex Texeira    | Giuliano         |
| 8 gols          | 5 gols          | 4 gols           |